# 콜로라도 칼리지
콜로라도 칼리지(Colorado College)는 미국 콜로라도주 콜로라도스프링스의 사립 리버럴 아츠 칼리지이다. 1874년에 토머스 넬슨 하스켈에 의해 설립되었다. 이 칼리지의 캠퍼스 면적은 90에이커(36헥타르)에 달한다. 42개 전공과 33개 부전공을 제공한다.